# جورج اتش بريان
جورج اتش بريان (بالإنجليزية: George H. Bryan)‏ (و. 1864 – 1928 م) هو مهندس فضاء جوي، ورياضياتي، وفيزيائي، ومهندس من المملكة المتحدة . ولد في كامبريدج .
وكان عضواً في الجمعية الملكية .

## جوائز
حصل على جوائز منها:
- زميل في الجمعية الملكية.